# دلبرت

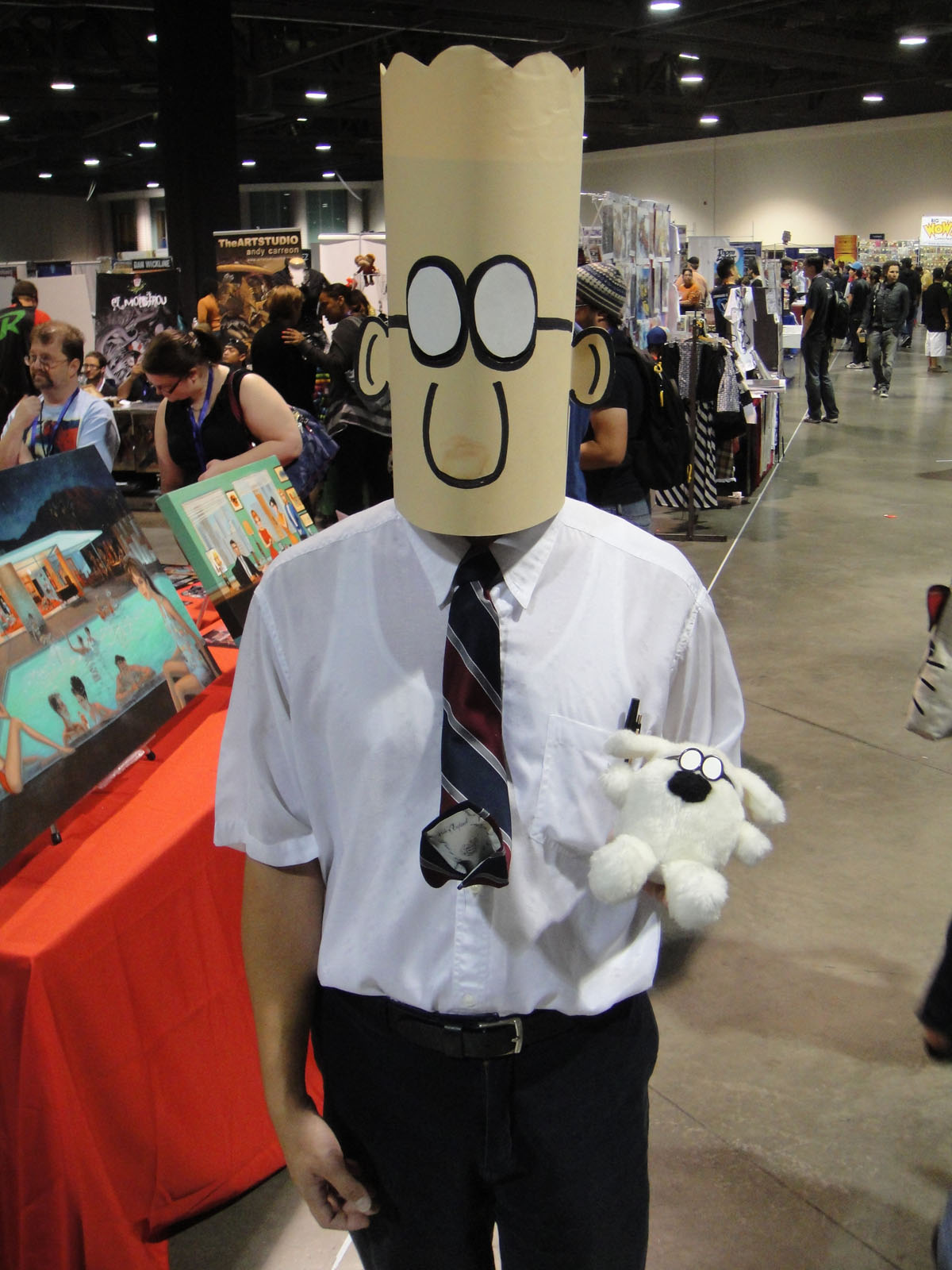

دلبرت (بالإنجليزية: Dilbert) هو شخصية فكاهية كرتونية أمريكية من تأليف ورسم سكوت آدامز. نشرت لأول مرة في 16 أبريل 1989، وتعرف شخصية ديلبرت كعلامة النكتة الساخرة عن ذوي الياقات البيضاء، في جو عمل مكتبي يكون فيه المهندس ديلبرت الشخصية الأساسية. وقد نفذت العديد من الكتب والمسلسلات والرسوم المتحركة وألعاب الفيديو ومئات من البضائع حول شخصية ديلبرت . مستقبل ديلبرت (بالإنجليزية: Dilbert Future) وفرح العمل (بالإنجليزية: The Joy of Work) هما من بين الكتب الأكثر قراءة في هذه السلسلة. تلقى سكوت آدامز على جائزة روبن من الجمعية الوطنية لرسامو الكارتون في عام 1997 وجائزة الصحافة عن القصص الفكاهية المصورة في العام نفسه. تظهر قصص دلبرت الفكاهية المصورة على الإنترنت وفي ألفين صحيفة في جميع أنحاء العالم في 65 بلدا و 25 لغة.